# Gustavo Huet
Gustavo Huet Bobadilla (* 22. November 1912 in Mexiko-Stadt; † 20. November 1951 in Heroica Puebla de Zaragoza) war ein mexikanischer Sportschütze.

## Erfolge
Gustavo Huet nahm dreimal an Olympischen Spielen teil. Bei den Olympischen Spielen 1932 in Los Angeles erzielte er mit dem Kleinkalibergewehr in der Konkurrenz im liegenden Anschlag auf 50 m ebenso wie Bertil Rönnmark 294 Punkte, sodass es zwischen den beiden zum Stechen um den Olympiasieg kam. Während Rönnmark auch im Stechen 294 Punkte schaffte, kam Huet lediglich auf 290 Punkte und gewann so die Silbermedaille. 1936 in Berlin belegte er in derselben Disziplin den siebten Platz, 1948 in London kam er über den 30. Platz im liegenden Anschlag nicht hinaus. Bei den Zentralamerika- und Karibikspielen 1938 in Panama-Stadt gewann er die Goldmedaille.
Huet war Polizist. 1951 wurde er im Dienst während der Carrera Panamericana von einem betrunkenen Fahrer überfahren. Sein Bruder Guillermo Huet war ebenfalls olympischer Sportschütze.